# Унтеркірнах
Унтеркірнах (нім. Unterkirnach) — громада в Німеччині, знаходиться в землі Баден-Вюртемберг. Підпорядковується адміністративному округу Фрайбург. Входить до складу району Шварцвальд-Бар.
Площа — 13,17 км2. Населення становить 2582 ос. (станом на 31 грудня 2020).